# Stenotrema waldense
Stenotrema waldense är en snäckart som beskrevs av Archer 1938. Stenotrema waldense ingår i släktet Stenotrema och familjen Polygyridae. Inga underarter finns listade i Catalogue of Life.